# Gelis aneichi
Gelis aneichi là một loài tò vò trong họ Ichneumonidae.